# Guido von Pogatschnigg
Guido von Pogatschnigg (* 19. Juli 1867 in Broos; † 7. März 1937 in Timișoara) war ein rumäniendeutscher Komponist, Kirchenmusiker und Musikpädagoge.
Der Sohn eines Rechtsanwaltes studierte an der Budapester Musikhochschule bei Johann Koessler, Julius Erkel, Franz K. Szabo und Josef Harach. 1900 besuchte er den Kurs der Kirchenmusikschule Regensburg, wo er sich u. a. im gregorianischen Choral weiterbildete. Er wirkte dann zunächst als Domkapellmeister an der erzbischöflichen Kathedrale von Kalocsa, später Generalmusikdirektor des erzbischöflichen Domes in Erlau (Eger). 1908 wurde er als Nachfolger von Julius Major Direktor der Städtischen Musikschule von Temeswar, die er bis zu seiner Pensionierung leitete. 
Von Pogatschnigg komponierte mehrere hundert Werke, darunter eine Oper, zwei Ballette, zwei sinfonische Dichtungen, mehrere Ouvertüren, Chorwerke, Kammermusik und Klavierwerke. Unter seinen etwa 200 kirchenmusikalischen Werken finden sich neben Kompositionen für die Orgel wie Praeludium, Pastorale und Rhapsodie (1936) Vokalkompositionen wie Tenebrae factae sunt für vier- bis siebenstimmigen Chor, Cantate Domino. Introitus Dominica IV. post Pascha für vierstimmigen Chor, eine Rhapsodie für konzertante Orgel und Chor über Veni creator, ein Te Deum für Frauenchor, Männerchor und gemischten Chor, Ecce sacerdos magnus für Chor, Orgel und großes Orchester, ein Ave Maria für Singstimme mit Orgelbegleitung und ein Ave Maria für Violine, Sopran-Solo und Orgel.

## Quelle
- Edition Musik Südost - Guido von Pogatschnigg

| Personendaten    | Personendaten                                                 |
| ---------------- | ------------------------------------------------------------- |
| NAME             | Pogatschnigg, Guido von                                       |
| KURZBESCHREIBUNG | Rumäniendeutscher Komponist, Kirchenmusiker und Musikpädagoge |
| GEBURTSDATUM     | 19. Juli 1867                                                 |
| GEBURTSORT       | Orăștie                                                       |
| STERBEDATUM      | 7. März 1937                                                  |
| STERBEORT        | Timișoara                                                     |